# Dita Roque-Gourary
Judith (Dita) Roque-Gourary (26 de juliol de 1915, Sant Petersburg – 2010, Brussel·les) va ser una arquitecta belga d'origen rus. Després d'instal·lar-se a Bèlgica el 1938, es va convertir en una activa defensora de les dones en l'arquitectura.

## Biografia
La família Roque-Gourary va deixar Rússia després de la Revolució Russa de 1917 i es van traslladar a Nàpols (Itàlia). Va estudiar a Alemanya i Àustria. Gairebé havia acabat el seu graduat en arquitectura a Viena quan el 1938 es va veure forçada a deixar el país a causa de l'Anschluss. No obstant això, va poder graduar-se en La Cambre a Brussel·les, ciutat on va contreure matrimoni amb el també arquitecte Jean Roque. Després de la guerra va treballar amb Jean Nicolet-Darche fins que va obrir el seu propi despatx especialitzat en la remodelació de residències dels segles xix i xx en el període de reconstrucció.
El 1977, Roque-Gourary va crear el Sindicat Belga de Dones Arquitectes, del que va ser presidenta fins a 1983. En una declaració quan va fundar el sindicat va dir: "pretenem desprendre'ns de l'hàbit que data de centenars si no milers d'anys enrere, pel qual a les dones només els són concedits rols secundaris. Desitgem provar que som arquitectes amb dret propi, capaços de completar projectes valuosos soles o al costat dels nostres col·legues masculins." També va prendre un paper actiu en el Sindicat Internacional de Dones Arquitectes (UIFA) en el qual va ser una oradora persuasiva. Va continuar donant suport al paper de la dona en l'arquitectura fins a la seua jubilació el 1984.